# 犬飼源太郎
犬飼 源太郎（いぬかい げんたろう、1869年8月28日（明治2年7月21日）- 1923年（大正12年）9月11日）は、明治から大正期の政治家、実業家。衆議院議員、岡山県会議長。号・竹荘、柿園。

## 経歴
備中国都宇郡山地村（岡山県都宇郡庄村を経て現倉敷市山地）で、犬飼篤太郎の長男として生れ、1896年（明治29年）3月に家督を相続した。1886年（明治19年）7月、東京成学館に入学し1888年（明治21年）に退学。同年8月、明治法律学校（現明治大学）に入学し、政治学、法律学を修め、1891年（明治24年）7月に卒業した。
帰郷して1893年（明治26年）5月、庄村助役となる。1896年（明治29年）2月、岡山県会議員に選出され連続3期在任し、1903年（明治36年）、1911年（明治44年）には県会議長に就任。この間、犬養毅を支えて「備中の犬飼、東備の小橋」と称された。
坂本金弥の辞職に伴い1914年（大正3年）7月に実施された第11回衆議院議員総選挙岡山県郡部補欠選挙で当選し、以後、第13回総選挙まで再選され、衆議院議員に連続3期在任した。
また、花筵製造輸出業を営み、岡山県花筵同業組合長を務めるなど、花筵産業の育成に尽力した。

## 国政選挙歴
- 第11回衆議院議員総選挙補欠選挙（岡山県郡部、1914年7月、立憲国民党）当選[7]
- 第12回衆議院議員総選挙（岡山県郡部、1915年3月、立憲国民党）当選[1][2][9]
- 第13回衆議院議員総選挙（岡山県郡部、1917年4月、立憲国民党）当選[1][2][10]

## 親族
- 祖父 犬飼松窓（漢学者）[1]